# Tsadkan Gebretensae
Tsadkan Gebretensae, né en 1953, est un militaire éthiopien tigréen. 

## Biographie
Tsadkan Gebretensae est né dans le Tigré. Il a abandonné ses études de biologie très jeune, en 1976, pour se joindre à la rébellion insurgée contre le gouvernement militaire provisoire de l'Éthiopie socialiste qui a a mis fin au règne de l'empereur Haïlé Sélassié. Il y retrouve un ami de lycée Meles Zenawi qui deviendra président et premier ministre. Il monte en grade jusqu'à devenir le commandant de l'armée du TPLF (Front de libération du peuple du Tigré) qui entre victorieusement à Addis-Abeba en 1991. Le TPLF au pouvoir, il devient chef d'état-major de l'armée. Il dirige la guerre contre l'Érythrée, entre 1998 et 2000. Meles Zenawi le limoge en 2001. 
Revenu à la vie civile, il se lance dans les affaires : il fonde une ferme horticole dans le Raya Azebo et ouvre une brasserie. Il est également consultant militaire pour le compte du Royaume Uni qui le missionne pour conseiller la professionnalisation de l'armée du Soudan du Sud. 
Il reprend les armes au sein du TPLF lors de la guerre du Tigré en 2021 et il en devient à nouveau le chef militaire.